# Maison de la Rivière
Ne doit pas être confondu avec Maison de la rivière et du paysage.
La Maison de la Rivière est un centre consacré à la vie aquatique situé au bord du Boiron à Tolochenaz, dans le canton de Vaud (Suisse). Inauguré le 6 mai 2015 après 8 ans de travaux, le centre allie une station de recherche, une exposition permanente et un sentier didactique. Construit sur le site d'une ancienne poudrière de l'armée, il a coûté 12.5 millions de francs suisses, partiellement assurés par des fonds privés.
La Maison de la Rivière est gérée par la Fondation La Maison de la Rivière (FMDLR), fondation de droit privé créée le 20 décembre 2007, présidée par Jean-François Rubin, qui a pour but l’étude, la recherche, la protection, la conservation et la valorisation des écosystèmes aquatiques. Ses membres fondateurs sont l'Université de Lausanne, la Haute École du paysage, d'ingénierie et d'architecture de Genève et l'Association Truite-Léman,.

## Centre de recherche
La Maison de la Rivière est une station de recherche offrant des infrastructures complémentaires (chambre de capture et canal expérimental) aux laboratoires des hautes écoles avec lesquelles la fondation collabore depuis plusieurs années, notamment pour des investigations visant à la création de conditions favorables pour la faune et la flore.

## Exposition
Elle présente l'histoire géologique, archéologique et zoologique de la région et, afin de montrer les interactions de l'homme avec la nature, répertorie notamment les objets archéologiques retrouvés dans un rayon de 5 km autour du site. On y trouve entre autres une défense de mammouth laineux découverte en 1940 dans le Boiron, un pilotis d'un palaffite et les vestiges d’un cimetière de l’âge du bronze. De nombreux animaux régionaux naturalisés y sont exposés, tout comme le F.-A. Forel, un sous-marin de poche construit dans les années 1970 par Jacques Piccard, océanographe et océanaute suisse et cédé à la fondation en 2006. Une partie de l'exposition est d'ailleurs consacrée à la famille Piccard.

## Canal, aquariums et étangs
Un canal latéral, issu du Boiron dont il pompe 20 litres d'eau par seconde, s’écoule parallèlement à la rivière en direction de la Maison de la Rivière. Sur une centaine de mètres, le canal reconstitue les différents milieux aquatiques présents en Suisse. De plus, le canal permet d'amener l'eau dans l'enceinte et, dans une zone de recherche scientifique, en forme de "U", l'observation de diverses espèces de poissons locaux. Longeant le mur sud du bâtiment, il forme une zone d’observation vitrée reconstituant les trois parties d’une rivière, de la source à l’embouchure, avec ses milieux naturels et ses principales populations de poissons. Le tronçon recréant la zone proche de la source de la rivière contient des truites communes migratrices (Salmo trutta lacustris), le tronçon recréant le milieu du cours d'eau contient des barbeaux communs et des chevaines et celui qui recrée l'embouchure de la rivière présente des carpes et des brèmes franches. Le canal rejoint ensuite la rivière peu avant qu'elle ne se jette dans le lac Léman.
Un aquarium, alimenté par les eaux du lac, montre des espèces de poissons lacustres comme des féras, des truites, des brochets, des ablettes ou des perches. D'autres aquariums plus petits présentent la faune des rivières locales ; on y trouve des blennies fluviatiles, des carassins communs, des chabots, des goujons, des loches franches, des lottes, des rotengles, des spirlins, des tanches, des truites fario, des vairons, des tritons alpestres, des écrevisses américaines, des écrevisses à pattes blanches, des écrevisses signal, des gammares, des anodontes et des moules zébrées.
Plusieurs étangs ont été créés autour de la maison, dont un qui accueillera des cistudes, tortues indigènes menacées, dans le but de les faire se reproduire et de les réintroduire dans des régions d'Europe où l'espèce a disparu.

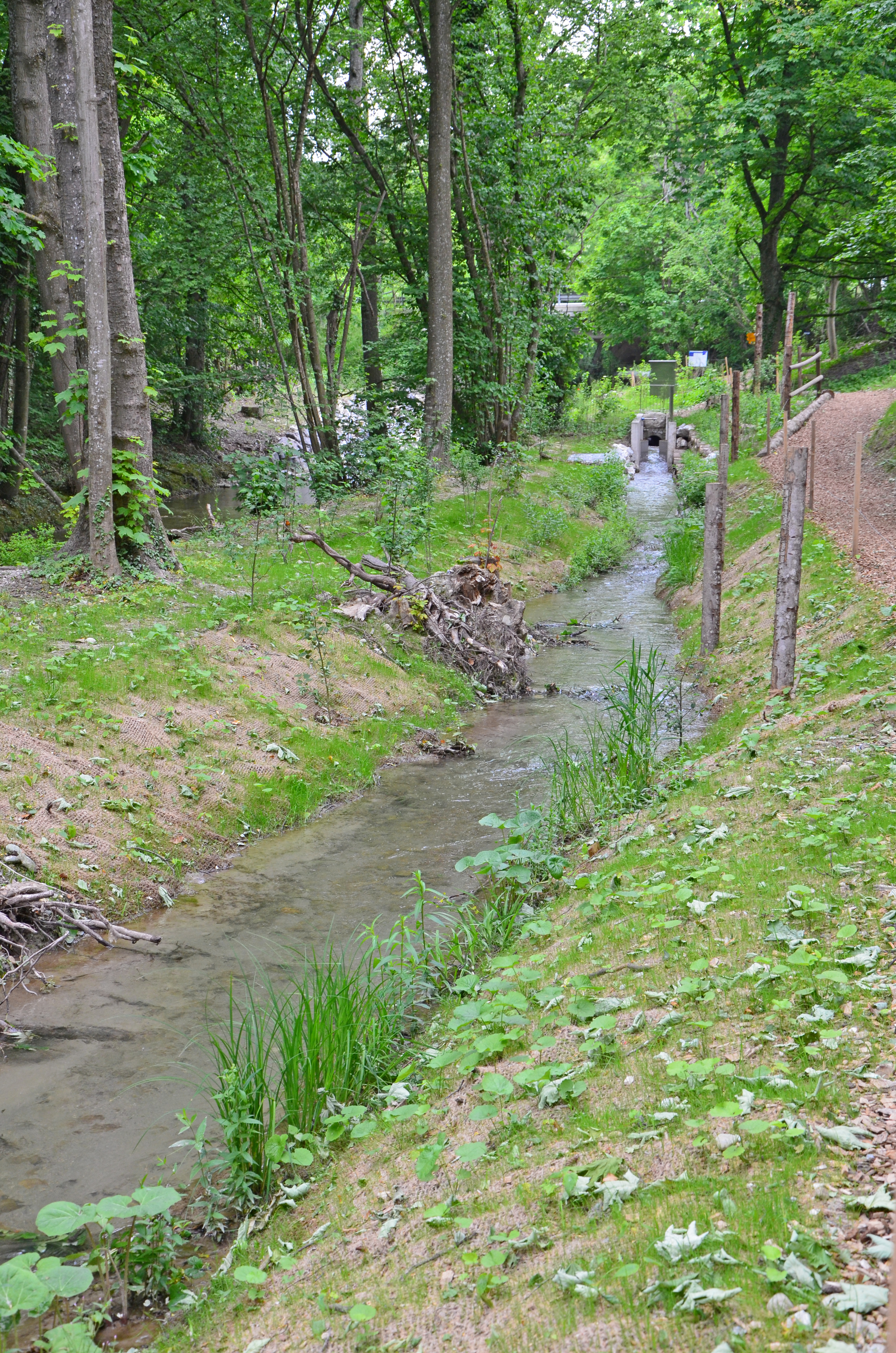
Le canal issu du Boiron. On aperçoit l'orifice du système de pompage.
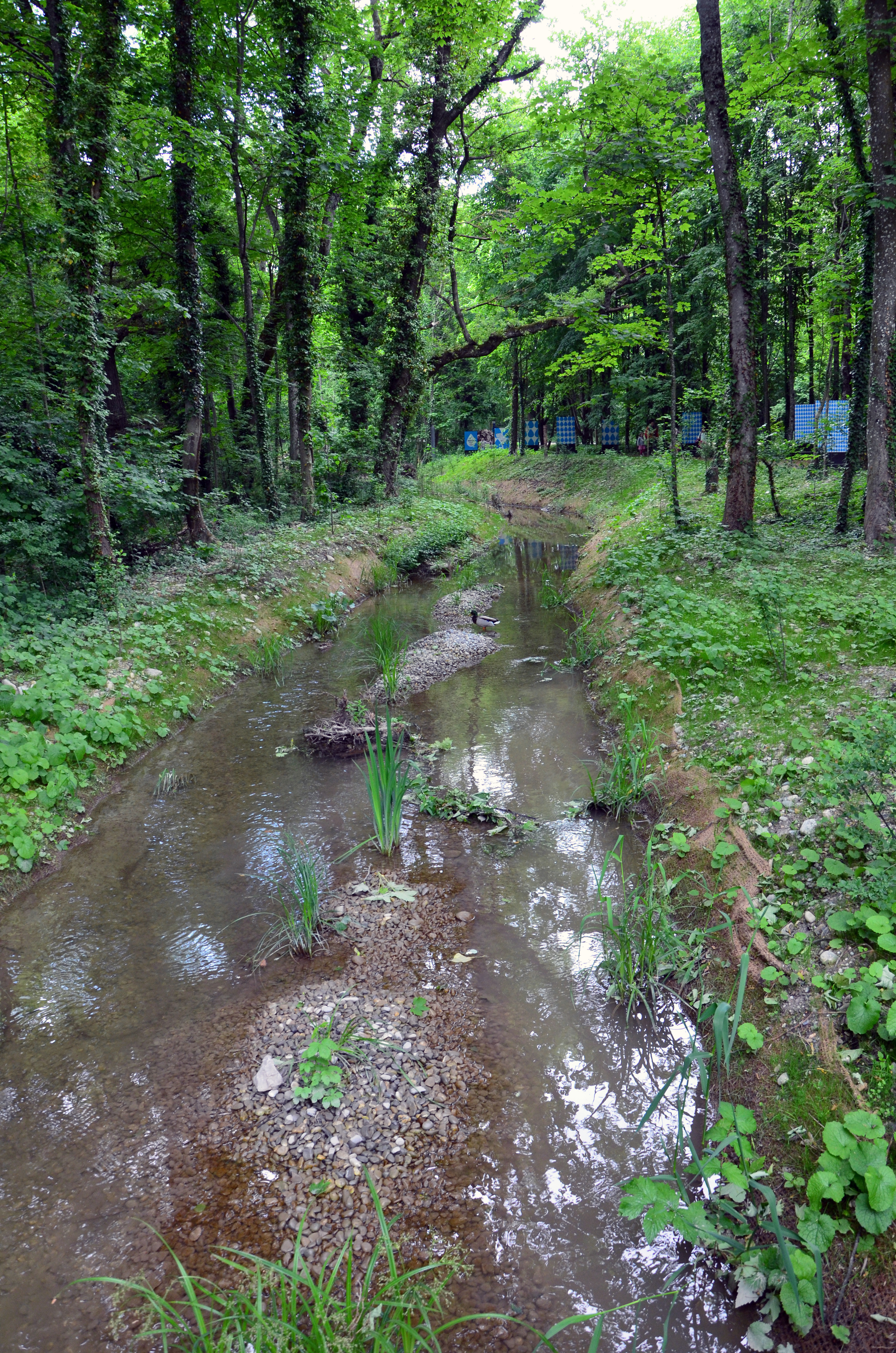
Le canal issu du Boiron.
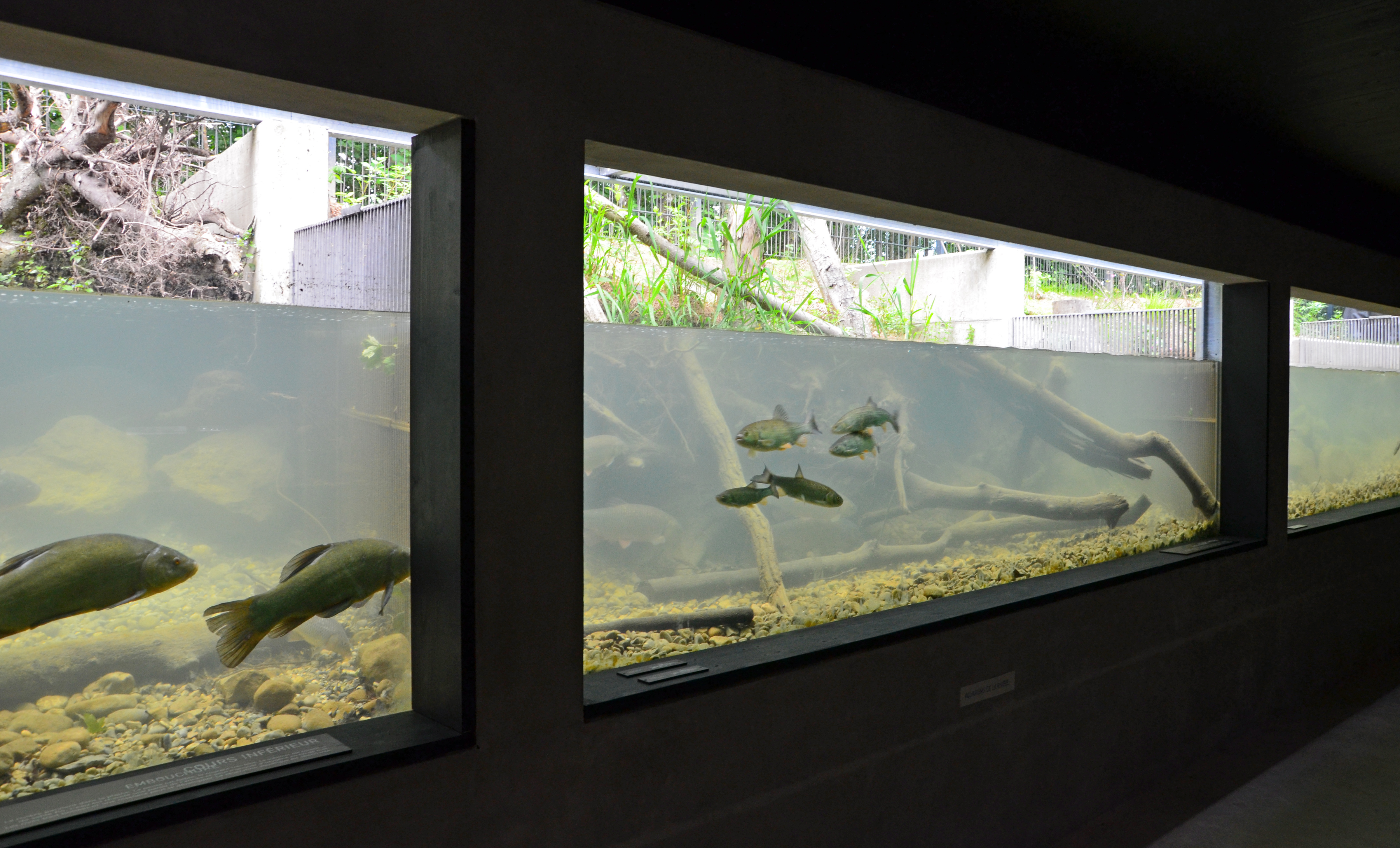
Le canal à son passage le long de l'édifice, permettant l'observation des différents tronçons (reconstitués) d'une rivière.
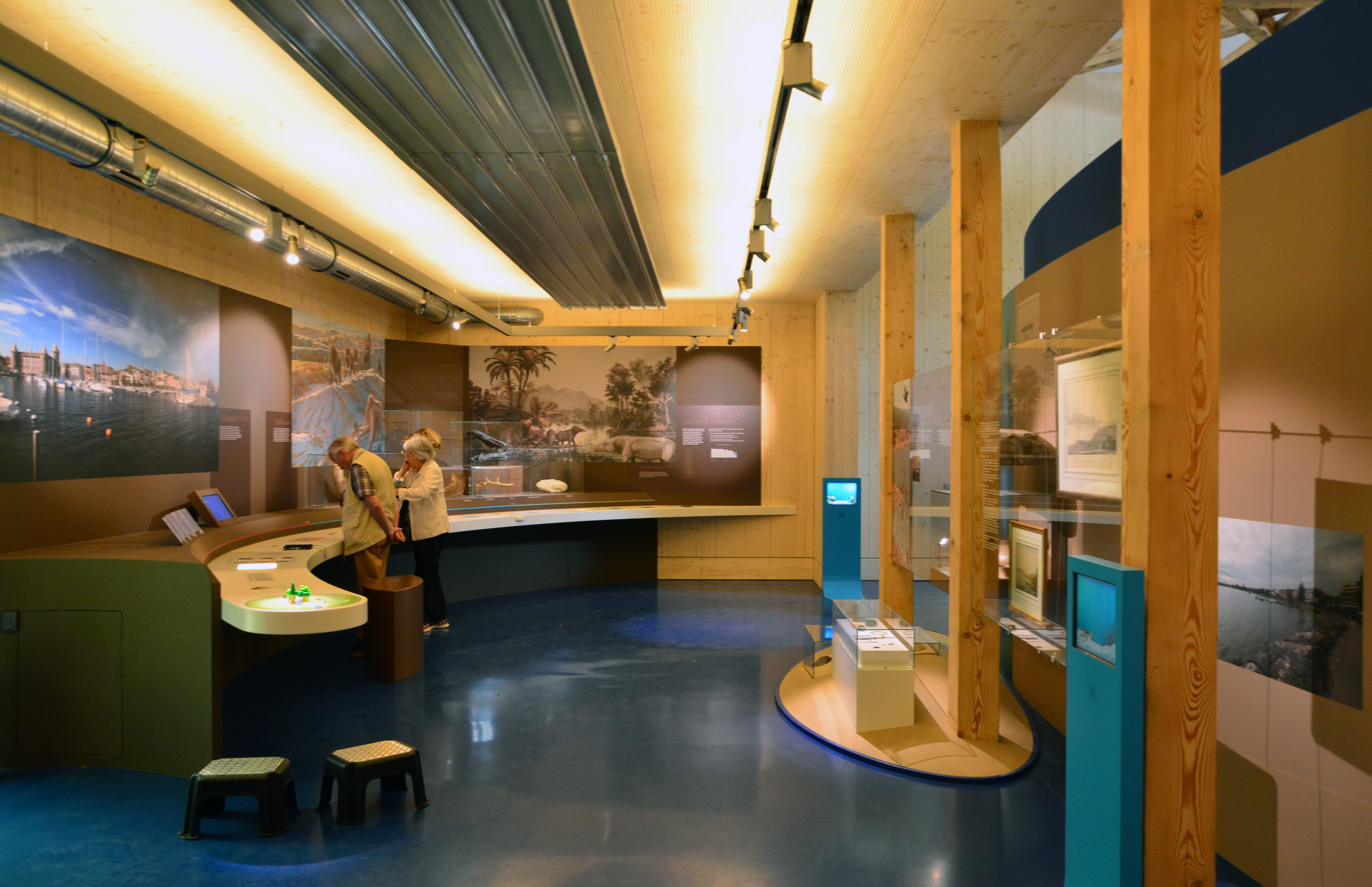
Une des salles d'exposition.
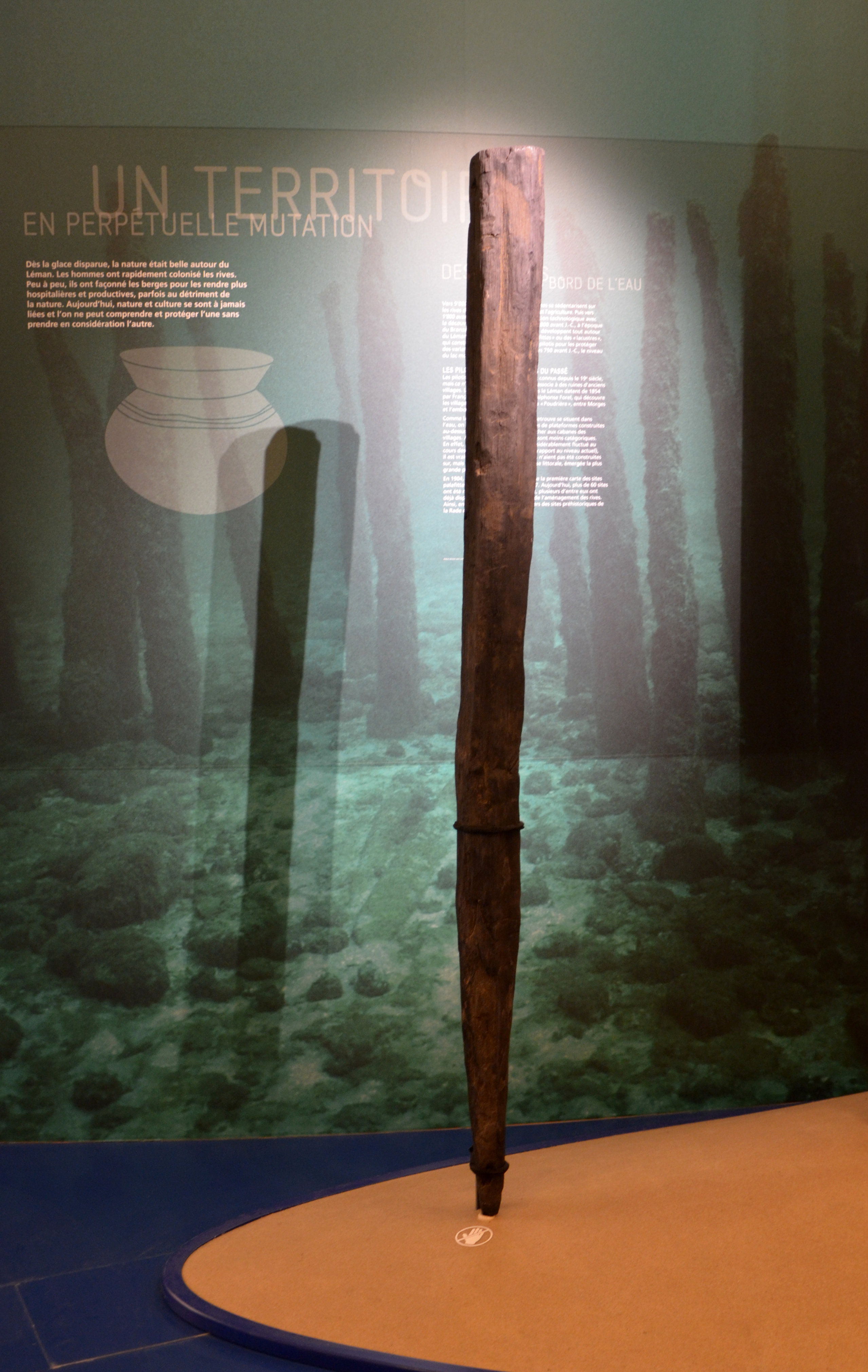
Un pilotis de palaffite préhistorique.
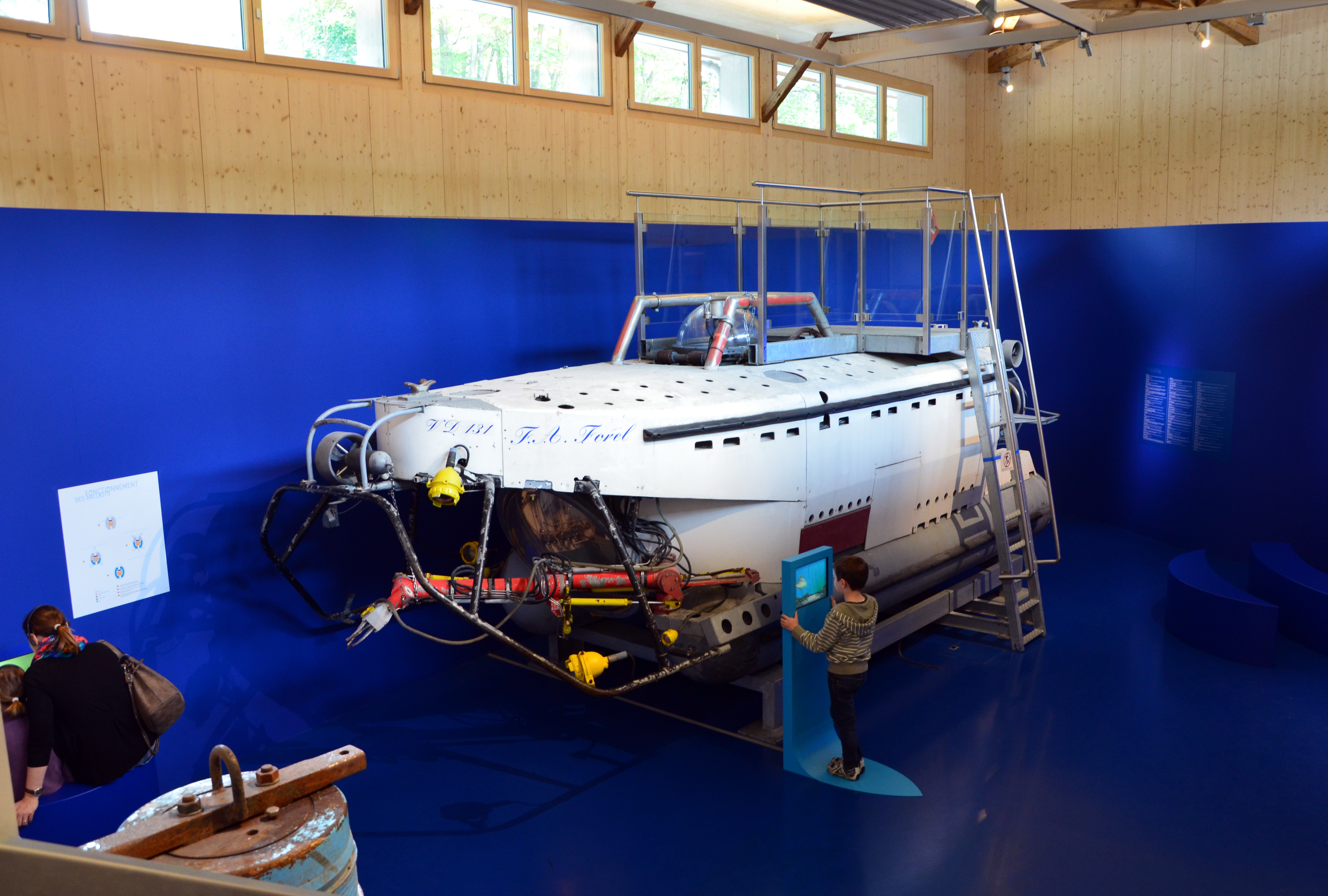
Le sous-marin F.A. Forel.